# 宮城一貴
宮城 一貴（みやぎ かずき、1993年5月29日 - ）は、日本の男性声優。東京都出身。81プロデュース所属。

## 略歴
第9回81オーディションにて特別賞、JOYSOUND賞を受賞。

## 人物
趣味・特技にはフリースタイルフットボール、フリースタイルラップをそれぞれ挙げている。

## 出演
太字はメインキャラクター。

### テレビアニメ
2018年
- テレビ野郎 ナナーナ（客、その他メディア）
- ゾンビランドサガ（ラッパーC）
- 逆転裁判 〜その「真実」、異議あり!〜（警官、モブ）

2019年
- カードファイト!! ヴァンガード（2019年 - 2020年、生徒D、客、パリピ生徒） - 3シリーズ
- キラキラハッピー★ ひらけ!ここたま（ブチブチ）
- MIX（甲本）
- トライナイツ（ラグビー部員）
- ギヴン（友人A、男子学生B）
- キャロル&チューズデイ（エゼキエルの取り巻きA、記者B）
- Fate/Grand Order -絶対魔獣戦線バビロニア-（ウルク兵士）
- ポチっと発明 ピカちんキット（2019年 - 2020年、手下）

2020年
- ブレーカーズ（審判、相手チーム 伊藤）
- ＜Infinite Dendrogram＞-インフィニット・デンドログラム-（護衛、山賊、観衆、マスター、観客）
- 22/7（スタッフ）
- メジャーセカンド（梅宮祐介、埼京選手B、勝野）
- BNA ビー・エヌ・エー（ギャング、キラーモグラ、住人、メテオール、黒服）
- 魔王学院の不適合者 〜史上最強の魔王の始祖、転生して子孫たちの学校へ通う〜（2020年 - 2023年、受験生、黒服男子、黒服、兵士、魔族） - 2シリーズ

2021年
- アイドールズ!（古参ファンB）
- 灼熱カバディ（バスケ部員2、少年B、加治国和）
- ひげを剃る。そして女子高生を拾う。（他の客）
- 東京リベンジャーズ（2021年 - 2023年、不良学生A、黒龍A、東京卍會C、天竺D、天竺C 他） - 3シリーズ
- スライム倒して300年、知らないうちにレベルMAXになってました（2021年 - 2025年、スキンヘッドB、ガンダダ） - 2シリーズ
- MUTEKING THE Dancing HERO（カラフルモブA、通行人C、寿司職人、芸人A）
- メガトン級ムサシ（伊伏隊隊員、釘田茂、オペレーター、医療班）
- さんかく窓の外側は夜（男子生徒B、森、松見息子）

2022年
- CUE!（ラジオDJ）
- パリピ孔明（パリピ、MC〈Z2O〉、客、ラッパー、佐藤 他）
- 社畜さんは幼女幽霊に癒されたい。（男性社員B）
- 妖怪ウォッチ♪（サラリーマン）
- うたわれるもの 二人の白皇（エンナカムイ兵）
- 金装のヴェルメイユ〜崖っぷち魔術師は最強の厄災と魔法世界を突き進む〜（受験生男子）
- ちみも（学生B）
- アキバ冥途戦争（伊達乃の部下）

2023年
- Buddy Daddies（ヤクザ、キャロオ、保育担当課窓口、タイガ〈パリピver.〉、チンピラ 他）
- 弱虫ペダル LIMIT BREAK（観客）
- 魔法使いの嫁 SEASON2（生徒、猟犬、ジョシュア、配下） - 2シリーズ
- 青のオーケストラ（男子生徒、新入生、生徒、ダンス部員）
- 名探偵コナン（2023年 - 2025年、サポーター、手下）
- デッドマウント・デスプレイ（警察官）
- 久保さんは僕を許さない（男A）
- ライアー・ライアー（生徒1、生徒3）
- わたしの幸せな結婚（呪術師、呪術師たち）
- AIの遺電子（泥酔サラリーマンC、チンピラB）
- シャドウバースF（2023年 - 2024年、ヒナの父、大学生、元大学生）
- め組の大吾 救国のオレンジ（研修生B）
- 『ヒプノシスマイク-Division Rap Battle-』Rhyme Anima +（シージャックラッパー、one-eight-seven、ならず者）
- BEYBLADE X（2023年 - 2024年、引っ越し業者、店長、配達員）
- 君のことが大大大大大好きな100人の彼女（ロン毛）
- 薬屋のひとりごと（宦官）

2024年
- 佐々木とピーちゃん（通信係、村人、不良、佐々木浜之助〈侍〉、騎士）
- ようこそ実力至上主義の教室へ 3rd Season（宮本蒼士）
- 百千さん家のあやかし王子（妖A）
- HIGH CARD（警官）
- 戦国妖狐（烈深）
- アストロノオト（駅員、配達員、宅配業者）
- 喧嘩独学（若い男性）
- 真夜中ぱんチ（オーディション荒らし、アナウンサー、スタッフ）
- ドラえもん（テレビ朝日版第2期）（男性）
- 神之塔 -Tower of God- 工房戦
- トリリオンゲーム（帝東大の学生）

2025年
- 地縛少年花子くん2（生徒F、生徒B、生徒D、バス運転手、ニワトリ 他） - 2シリーズ
- 俺だけレベルアップな件 Season 2 -Arise from the Shadow-（監視課職員）
- ギルドの受付嬢ですが、残業は嫌なのでボスをソロ討伐しようと思います（屋台の店主）
- アポカリプスホテル（ニュース1、ホテリエロボ1、ホテリエロボ、こどもタヌキ星人2、触手宇宙人1）
- ニャイト・オブ・ザ・リビングキャット（男性）
- ブサメンガチファイター（恭志郎の手下、モンスター、客、井頭）
- Summer Pockets

### 劇場アニメ
- キャプテン・バル（2019年）
- LAIDBACKERS-レイドバッカーズ-（2019年）
- 映画 ギヴン（2020年、バンド仲間B）
- 夏へのトンネル、さよならの出口（2022年）
- 劇場版 イナズマイレブン 新たなる英雄たちの序章（2024年、ブチ）

### OVA
- ギヴン うらがわの存在（2021年、男子生徒B） - コミックス第7巻DVD付き限定版

### Webアニメ
- パワフルプロ野球 パワフル高校編（2021年、（瞬鋭高校）男子部員、観客）
- 賭ケグルイ双（2022年、生徒たち）

### ゲーム
- グランドサマナーズ（2018年、暴爪怒獣ゼルカラ）
- ファイナルファンタジーVII リメイク（2020年）
- デュエル・マスターズ プレイス（2019年、ギガベロス、暗黒の騎士ザガーン、機神装甲ヴァルカイザー、不死身男爵ボーグ）
- 鬼滅の刃 ヒノカミ血風譚（2021年）
- メガトン級ムサシ（2021年）
- ファイナルファンタジーVII リバース（2024年）
- プロジェクトセカイ カラフルステージ! feat. 初音ミク（2025年）

### ドラマCD
- THE IDOLM@STER MILLION THE@TER WAVE 17 ARMooo（2021年、出待ちファン）

### デジタルコミック
- 片想いミステイク！（2019年、パパ[6]）
- 女優めし（2022年、マネージャー[7]）
- アニコミ 元武王のおっさんと、万魔王と呼ばれた娘。～ほのぼの父娘の殺伐無双～（2023年、ウード[8]）

### オーディオブック
- 仕事はうかつに始めるな（2018年、ナレーション[9]）
- 疲れない脳をつくる生活習慣[9]（2018年、ナレーション）
- 物理的に孤立している俺の高校生活（2019年、ナレーション[10]）
- 平浦ファミリズム（2019年、ナレーション＋平浦一慶[11]）
- 俺と彼女の恋を超能力が邪魔している。（2021年、ナレーション＋中井達也 ほか[12]）
- 眠れなくなるほど面白い 図解 宇宙の話（2021年、ナレーション）
- 年下寮母に甘えていいですよ?（2021年、ロバート ほか[13]）
- 現実でラブコメできないとだれが決めた?（2022年、井出政成ほか[14]）
- 塩対応の佐藤さんが俺にだけ甘い（2024年、唐花洋一ほか[15]）

### 吹き替え

#### 映画
- 白雪姫（2025年[16]）
- ミッキー17（2025年、兵士[17]）

#### アニメ
- 天官賜福 貮（2023年、神官、鬼、野人、郎千秋の護衛、太子親衛）
- 野生の島のロズ（2025年[18]）

### ボイスオーバー
- にっぽん!歴史鑑定

### 朗読劇
- 朗読劇「彼女が好きなものはホモであって僕ではない」（2021年9月3日、佐々木誠）

### その他コンテンツ
- Web動画 匂いをかがれるかぐや姫〜日本昔話 Remix〜（声の出演）
- オーディオドラマ『芙蓉友奈は語部となる』（2023年、参拝客）
- BUNGO -ブンゴ- 連載10周年記念！ボイスPV（2023年 - 2024年、袴田浩、皆浦純一[19][20]）

## ディスコグラフィ

### キャラクターソング
| 発売日   | 商品名                         | 歌                         | 楽曲                       | 備考                                   |
| -------- | ------------------------------ | -------------------------- | -------------------------- | -------------------------------------- |
| 12月21日 | ゾンビランドサガ BD第1巻特典CD | サガ・アーケードラッパーズ | 「サガ・アーケードラップ」 | テレビアニメ『ゾンビランドサガ』挿入歌 |

### シリーズ一覧
1. ↑  中・高校生編（2019年）、続・高校生編（2019年）、『外伝 イフ-if-』（2020年）
2. ↑  第1期（2020年）、第2期『II』（2023年）
3. ↑  第1期（2021年）、第2期『聖夜決戦編』（2023年）、第3期『天竺編』（2023年）
4. ↑  第1期（2021年）、第2期『〜そのに〜』（2025年）
5. ↑  第1クール（2023年）、第2クール（2023年）
6. ↑  第1クール（2025年）、第2クール（2025年）

### 初出話一覧
1. 1 2  第2期 第6話初出
2. ↑  第1期 第9話初出
3. 1 2  第1170話初出
4. ↑  第1083話初出
5. 1 2 3  第4話初出
6. 1 2 3  第9話初出
7. ↑  第61話初出
8. 1 2  第2話初出
9. 1 2 3 4 5  第5話初出
10. 1 2 3 4  第7話初出
11. 1 2 3  第8話初出
12. 1 2 3 4  第6話初出
13. 1 2  第18話初出
14. 1 2 3 4  第3話初出
15. 1 2 3 4  第1話初出
16. ↑  第738話初出
17. 1 2  第14話初出
18. 1 2  第16話初出
19. ↑  第11話初出

### ユニットメンバー
1. ↑  ラッパーA（木村昴）、ラッパーB（武内駿輔）、ラッパーC（宮城一貴）